# Вертенштайн
Вертенштайн (нем. Werthenstein) — коммуна в Швейцарии, в кантоне Люцерн. 
Входит в состав округа Энтлебух. Население составляет 1918 человек (на 31 декабря 2006 года). Официальный код — 1009.